# Mount Tethys
Mount Tethys ist ein 1252 m hoher Berg auf Südgeorgien im Südatlantik. Er ist der nördlichste Gipfel des Gebirgskamms The Trident südöstlich des Murray-Schneefelds und des Briggs-Gletschers.
Das UK Antarctic Place-Names Committee benannte ihn 2015 nach der Titanin und Meeresgöttin Tethys aus der griechischen griechischen Mythologie, sowie auch die weiteren Gipfel des Gebirgskamms, Mount Poseidon und Mount Thalassa, nach griechischen Gottheiten benannt sind.